# Lunca Banului
Lunca Banului è un comune della Romania di 3 959 abitanti, ubicato nel distretto di Vaslui, nella regione storica della Moldavia. 
Il comune è formato dall'unione di 7 villaggi: Broscoșești, Condrea, Focșa, Lunca Banului, Lunca Veche, Oțetoaia, Răducani.